# 山姆·雷德
山姆·雷德（英語：Sam Reid，1987年2月19日—）是一名澳大利亞男演員。他最著名的作品有《莎士比亞的秘密》（2011年）、《美麗·錯誤》（2013年）、《心靈勇者》（2013年）等電影。2017年，雷德還參演了電視劇《頭號嫌犯1973》。
他的哥哥魯伯特·雷德也是名演員。

## 外部連結
- 山姆·雷德在互联网电影资料库（IMDb）上的資料（英文）